# Morgam-viibus
Morgam-viibus – wzgórza w północno-wschodniej części fińskiego Parku Narodowego Lemmenjoki. 
Spływają z nich liczne rzeki, słynące ze złotonośnego piasku. W latach 40. XX wieku trwała tam na niewielką skalę gorączka złota. Dziś tradycyjne wydobywanie złota, przez brodzenie w wodzie i przecedzanie piasku sitkiem, stało się nieopłacalne, a jako iż jest to park narodowy, ciężkim sprzętem wjeżdżać tam nie wolno. Do dziś można spotkać tam zabytkowe, drewniane chatki poszukiwaczy złota, które od czasu do czasu odwiedzane są przez nielicznych amatorów tych poszukiwań.